# 奥尔维莱索雷勒
奥尔维莱索雷勒（法語：Orvillers-Sorel）是法国瓦兹省的一个市镇，属于贡比涅区。

## 地理
奥尔维莱索雷勒（49°34'41"N, 2°42'27"E）面积8.51 平方千米，位于法国上法蘭西大區瓦兹省，该省份为法国北部内陆省份，北起索姆省，西接厄尔省和滨海塞纳省，南至塞纳-马恩省和瓦兹河谷省，东临埃纳省。
与奥尔维莱索雷勒接壤的市镇（或旧市镇、城区）包括：比耶尔蒙、布洛涅拉格拉斯、孔希莱波、屈维伊、安维莱尔、莫尔特梅尔、拉讷维尔叙勒松、里克堡。
奥尔维莱索雷勒的时区为UTC+01:00、UTC+02:00（夏令时）。

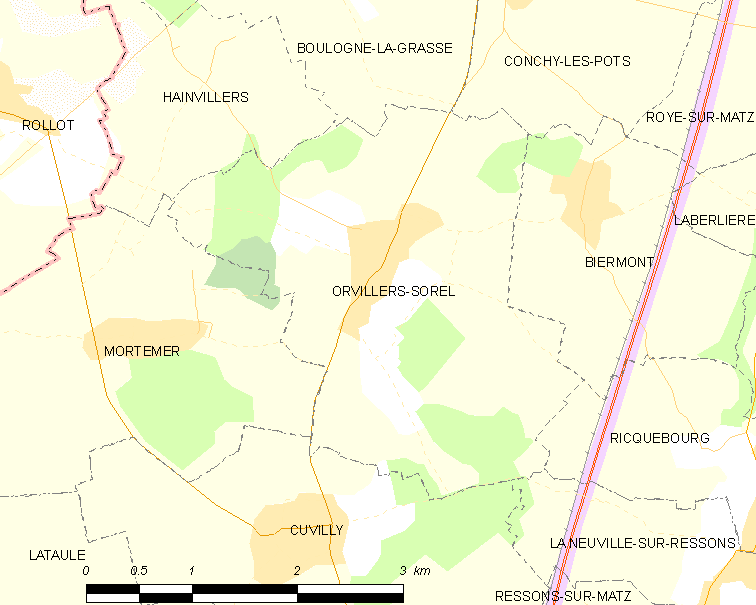
奥尔维莱索雷勒的OSM定位图

## 行政
奥尔维莱索雷勒的邮政编码为60490，INSEE市镇编码为60483。

## 政治
奥尔维莱索雷勒所属的省级选区为埃斯特雷圣但尼县。

## 人口

1962-2008年间奥尔维莱索雷勒人口变化图示

奥尔维莱索雷勒于2022年1月1日时的人口数量为519人。